# Battaglia di Champaubert
La battaglia di Champaubert fu combattuta il 10 febbraio 1814 dalle truppe del Primo Impero francese comandate dall'imperatore Napoleone Bonaparte e dal maresciallo Auguste Marmont e le forze russo-prussiane della sesta coalizione sotto la guida del generale Zakhar Dmitrievich Olsufiev.

## Antefatti
L'armata russo-prussiana in Francia era numericamente superiore alle armate napoleoniche ma aveva il problema di essere distribuita lungo una superficie troppo grande da difendere, in sostanza l'intera armata era divisa in gruppetti a volte troppo piccoli. Napoleone Bonaparte scelse di approfittare di questa situazione affrontando i russo-prussiani in una serie di piccole battaglie piuttosto che in un unico scontro in campo aperto. Mosse il suo esercito contro l'armata nemica e il 10 febbraio 1814 incrociò un piccolo esercito di 5 000 uomini (in grande maggioranza russi con qualche prussiano) comandato dal generale Olssufiev.
L'esercito francese era composto da 120 cannoni e da 30 000 soldati stanchi e affamati, inoltre alcuni di questi furono reclutati contro il loro volere. Nonostante questo i francesi avevano un vantaggio numerico schiacciante di 6 a 1. Napoleone scelse di affidare il comando delle operazioni in campo ad Auguste Marmont, che però continuava ad essere sotto le direttive dell'imperatore.

## Battaglia
Nonostante il grande svantaggio numerico, Olssufiev decise di combattere piuttosto che ritirarsi. La sua decisione fu dovuta all'errata convinzione che le truppe del feldmaresciallo prussiano Blücher sarebbero arrivate in suo soccorso per evitare il disastro. La sua idea si rivelò sbagliata e dopo 5 ore di resistenza le truppe russe furono circondate dalla cavalleria francese e per Olssufiev fu un disastro in quanto due terzi dei suoi uomini furono uccisi. Egli stesso fu catturato dal Marie-Louise Pierre-Christophe Christille, in seguito insignito sul campo della legion d'onore da parte di Napoleone stesso. I francesi, per contro, persero solo trecento uomini, tra cui il generale Joseph Lagrange.

## Dopo la battaglia
Napoleone continuerà la sua strategia e il giorno successivo affronterà nuovamente i russo-prussiani nella battaglia di Montmirail.